# Woronzow (Adelsgeschlecht)

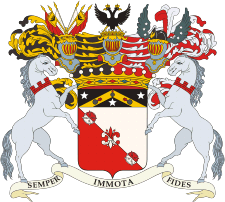
Wappen der Grafen Woronzow

Woronzow (russisch Воронцов, Воронцова) ist der Name eines bedeutenden russischen Adelsgeschlechtes.

## Geschichte

### Woronzow
Der Legende nach soll die Familie auf den Bojaren Fjodor Woronzow (Woron = Rabe), der 1546 von Iwan dem Schrecklichen hingerichtet wurde, zurückgehen. Gawril Woronzow, der erste historisch gesicherte Namensträger des später geadelten Woiwodengeschlechts der Woronzow aus Rostow am Don, das aber wohl nicht von der Bojarenfamilie gleichen Namens abstammte, war 1678 bei der Belagerung von Tschigirin in der heutigen Ukraine gefallen. Sein Sohn, der russische Gouverneur Illarion Gawrilowitsch Woronzow, hinterließ drei Söhne.
Michail Illarionowitsch Woronzow galt als Günstling der Zarin Elisabeth, an deren Hof er vor ihrer Krönung als Kammerdiener diente. 1744 wurde er in den Reichsgrafenstand erhoben und gleichzeitig russischer Vizekanzler. Auf dem Livländischen Landtag von 1759 erfolgte der Eintrag seiner von der Kaiserin geschenkten Güter Neu Laizen und Marienburg in die dortige Adelsmatrikel. Seine einzige Tochter Anna Michailowna heiratete den Großgrundbesitzer, Kunstsammler und Politiker Grafen Alexander Sergejewitsch Stroganow.
Sein älterer Bruder Roman Illarionowitsch Woronzow wurde Kammerherr, Senator, General en Chef und Generalgouverneur von Wladimir, Penza, Tambow, und Kostroma. 1760 erhob ihn Kaiser Franz I. in Wien in den Reichsgrafenstand. 1765 erfolgte auf dem Livländischen Landtag seine Eintragung in die dortige Adelsmatrikel. Er hinterließ drei Töchter und zwei Söhne. Sein ältester Sohn Graf Alexander Romanowitsch Woronzow schlug zunächst eine militärische, später diplomatische Laufbahn ein und war zeitweise russischer Gesandter in Holland. Darauf erhob ihn Kaiserin Katharina II. zum Geheimrat, Senator und Präsident des Kommerz-Kollegs. 1784 wurde er in die Kurländische Adelsmatrikel verzeichnet. Kaiser Paul I. erhob die Familie 1797 in den russischen Grafenstand. Unter Kaiser Alexander I. fungierte er seit 1802 als Reichskanzler und Außenminister.
Semjon Romanowitsch Woronzow war bevollmächtigter Minister in Venedig und darauf ab 1785 in London. 1793 erreichte er eine Erneuerung des Handelsvertrages des Vereinigten Königreiches mit dem Russischen Kaiserreich. Nach dem Regierungsantritt Kaiser Pauls I. wurde er 1796 zum Außerordentlichen und Bevollmächtigten Botschafter in London befördert im Rang eines Generals der Infanterie, obwohl er seit 1774 nicht mehr in der Armee war. 1797 erhielt er die Grafenwürde und Landgüter mit Bauern im Großfürstentum Finnland.

Michail Semjonowitsch Woronzow nahm als Leutnant an den kaukasischen Feldzügen bis 1805 teil und ging 1807 als Oberst in den Türkenkrieg. Zum Generalmajor aufgestiegen, kämpfte er 1812 in Russland gegen Napoleon. 1814 zog Woronzow nach Frankreich. Zum General en chef ernannt, befehligte er in den Jahren 1815 bis 1818 das Russische Besatzungskorps in Frankreich. 1823 betraute ihn Kaiser Alexander I. mit dem Amt des Generalgouverneurs von Noworossia und Bessarabien, worauf er den Verwaltungssitz in Odessa und eine Privatresidenz bei Alupka auf der Krim nahm. 1844 wurde Woronzow zum Vizekönig des Kaukasus ernannt. 1845 erfolgte seiner Erhebung in den Fürstenstand. 

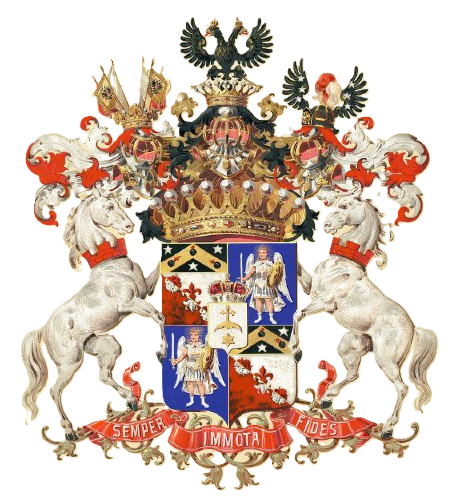
Gemehrtes Wappen der Grafen Woronzow-Daschkow

### Woronzow-Daschkow
Iwan Illarionowitsch Woronzow war Kammerherr, Generalleutnant und seit 1760 Reichsgraf. Sein Enkel Iwan Illarionowitsch Woronzow-Daschkow 1807 erhielt von der Witwe des Fürsten Daschkow für sich und seine Nachkommen die Erlaubnis den Doppelnamen Woronzow-Daschkow zu führen. Von 1824 bis 1828 diente Woronzow-Daschkow als russischer Gesandter in München und von 1828 bis 1832 in Turin und Parma. Sein Sohn Illarion Iwanowitsch Woronzow-Daschkow wurde 1866 zum Generalmajor befördert und zum Assistenten des Militärgouverneurs der Region Turkestan ernannt.
Woronzow-Daschkow war Freund und Vertrauter Kaiser Alexander III., der ihn am 30. August 1890 zum General der Kavallerie und Minister des kaiserlichen Hofes ernannte. Unter Kaiser Nikolaus II. erhielt Woronzow-Daschkow 1905 das Amt des Statthalters und Befehlshabers des Kaukasus, damit wurde er gleichzeitig zum Oberbefehlshaber der Truppen des kaukasischen Militärbezirks und zum Ataman der Terek- und Kuban-Kosaken-Truppen ernannt. 1914 bekam er den Oberbefehl über die Kaukasische Armee. Zu Beginn des Ersten Weltkrieges hatte er an der Führung der Militäroperationen gegen die Türken keinen Anteil.

## Angehörige
- Alexander Romanowitsch Woronzow (1741–1805), russischer Staatsmann, Staatskanzler und Außenminister
- Artemi Iwanowitsch Woronzow (1748–1813), russischer Senator, Geheimrat und Eigentümer des Woronowo-Anwesens
- Illarion Gawrilowitsch Woronzow (1674–1750), russischer Gouverneur mehrerer Provinzen, Senator und Geheimrat
- Illarion Iwanowitsch Woronzow-Daschkow (1837–1916), russischer Politiker, Statthalter und Militärgouverneur
- Iwan Illarionowitsch Woronzow (1719–1786), russischer Adelsgünstling und Militärperson
- Iwan Illarionowitsch Woronzow-Daschkow (1790–1854), russischer Adliger und Diplomat
- Jekaterina Alexejewna Woronzowa (1761–1784), russische Hofdame, Pianistin und Komponistin
- Jekaterina Romanowna Woronzowa-Daschkowa (1743–1810), russische Adlige und Politikerin
- Jekaterina Semjonowna Woronzowa (1783–1856), russisch-britische Aristokratin und Hofdame
- Jelisaweta Romanowna Woronzowa (1739–1792), russischer Adlige, Hofdame und Mätresse Peter III.
- Michail Larionowitsch Woronzow (1714–1767), russischer Politiker, Diplomat, Vizekanzler und Großkanzler
- Michail Semjonowitsch Woronzow (1782–1856), russischer Offizier und Politiker
- Roman Illarionowitsch Woronzow (1717–1783), russischer Kammerherr, General en Chef und Generalgouverneur
- Semjon Romanowitsch Woronzow (1744–1832), russischer Diplomat und Autor

## Besitzungen

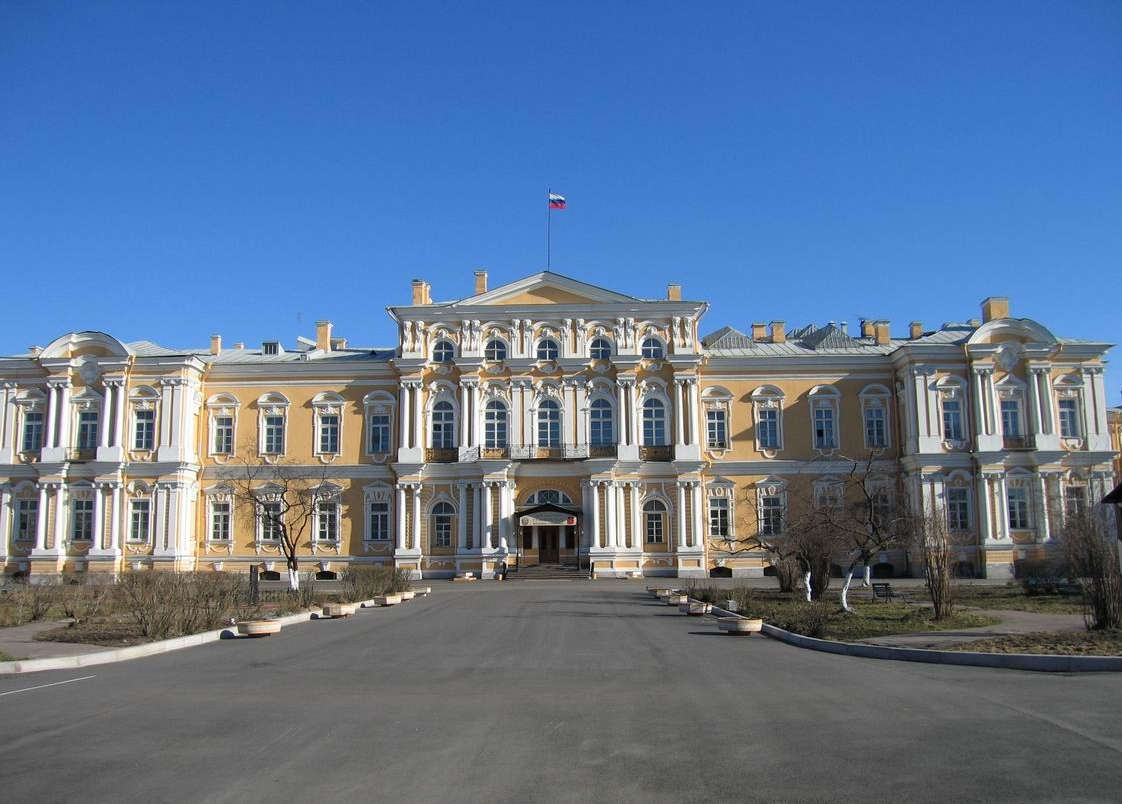
Woronzow-Palast in Sankt Petersburg
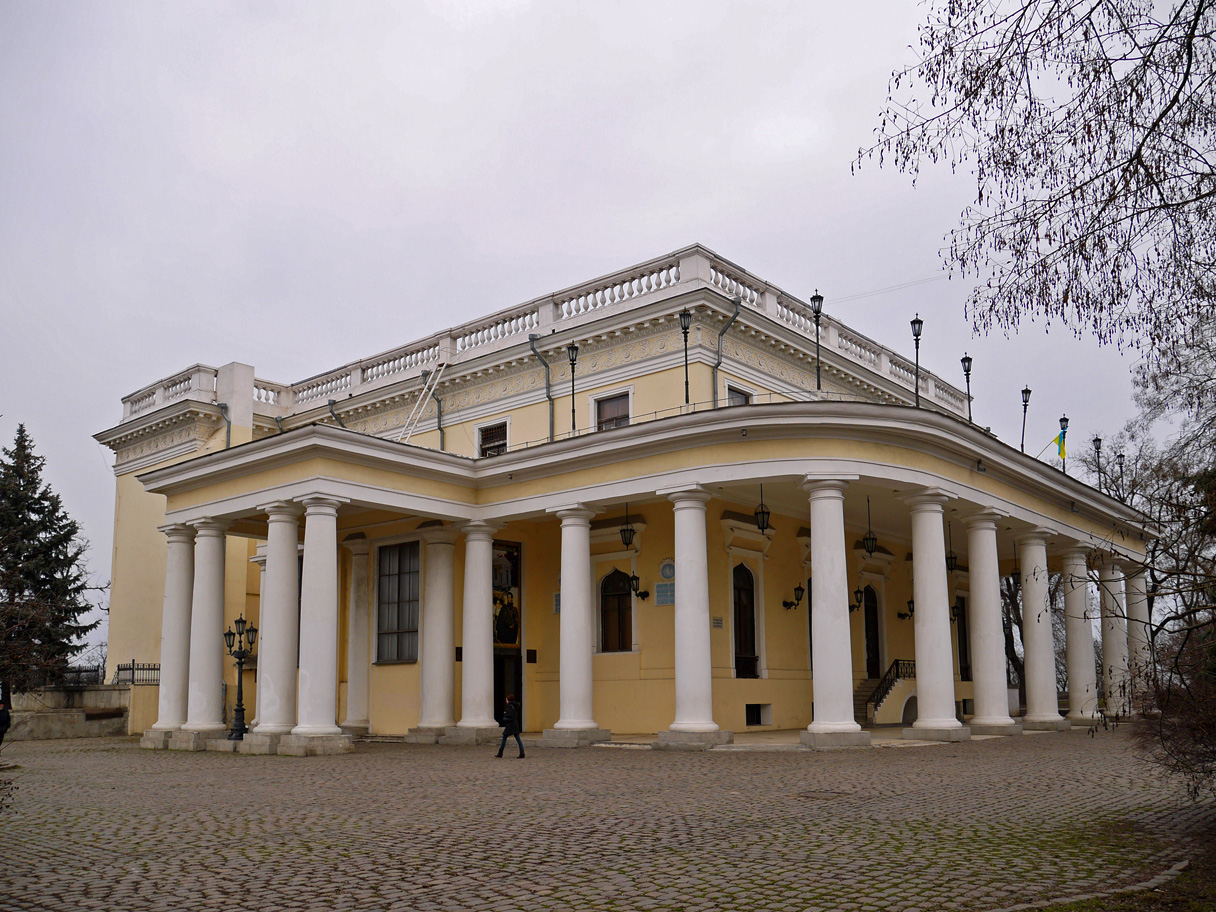
Woronzow-Palast in Odessa
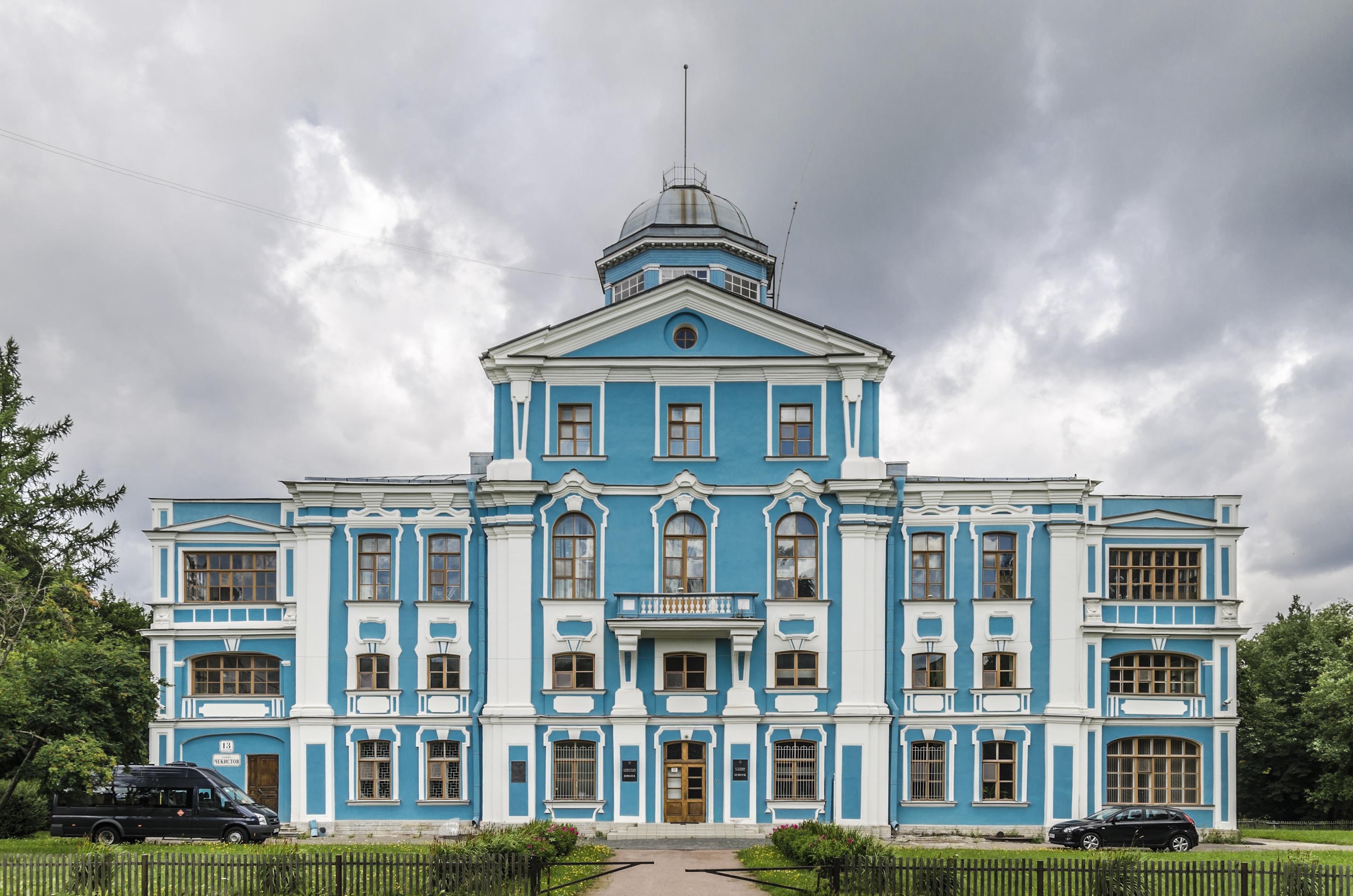
Woronzow-Palast in Novoznamenka
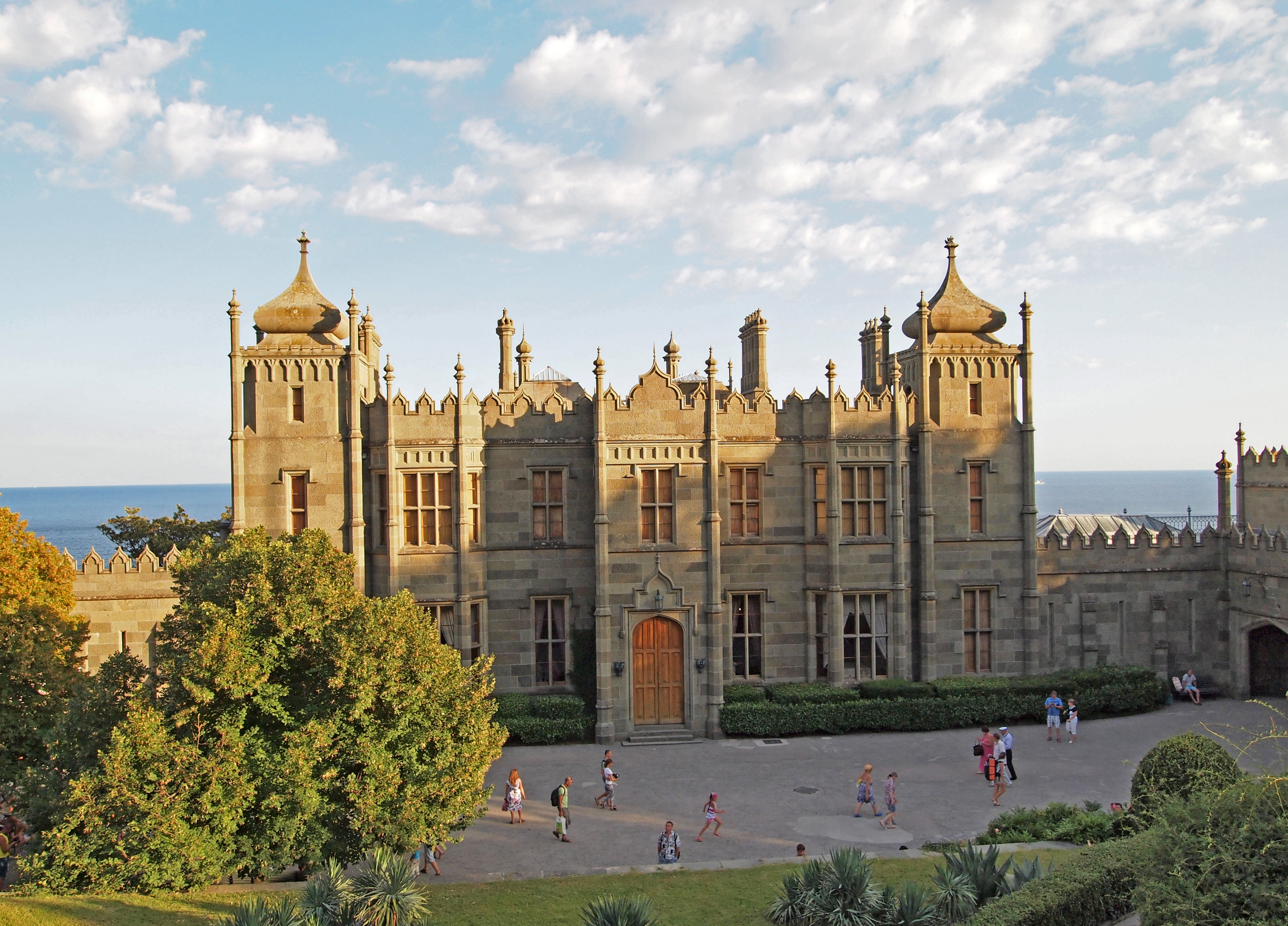
Woronzow-Palast in Alupka
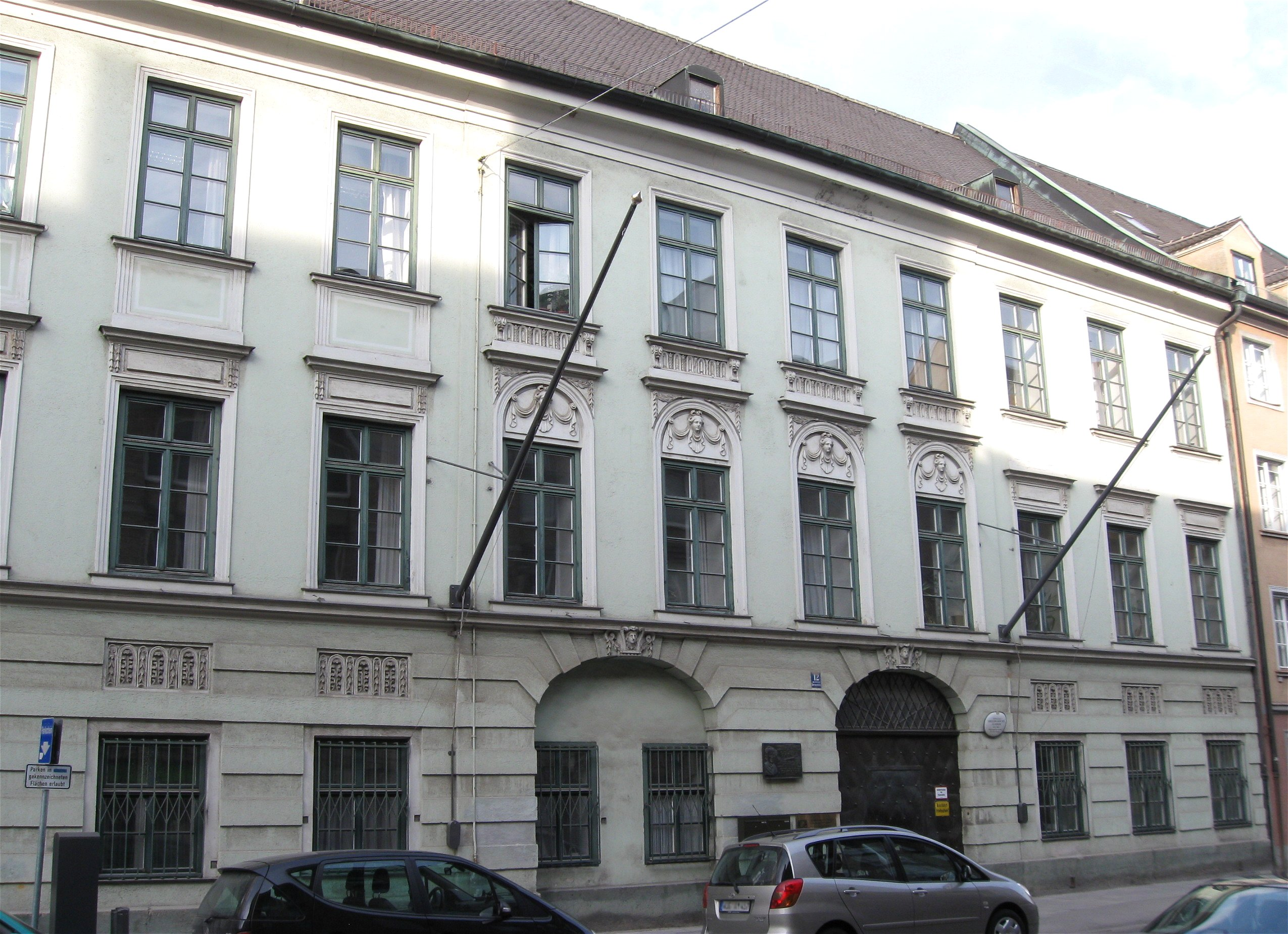
Palais Woronzow in München
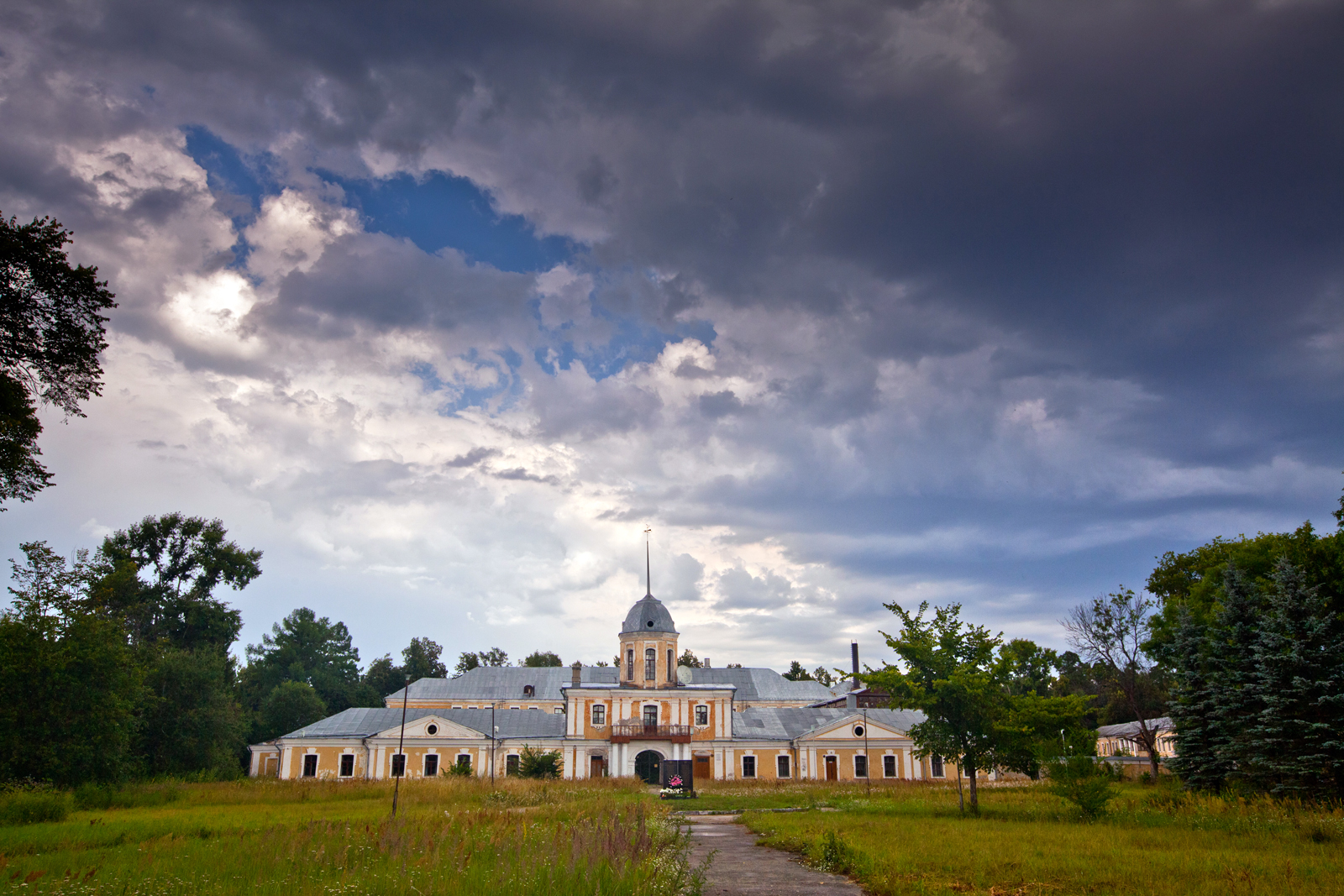
Schloss Andreewskoje in der Provinz Wladimir
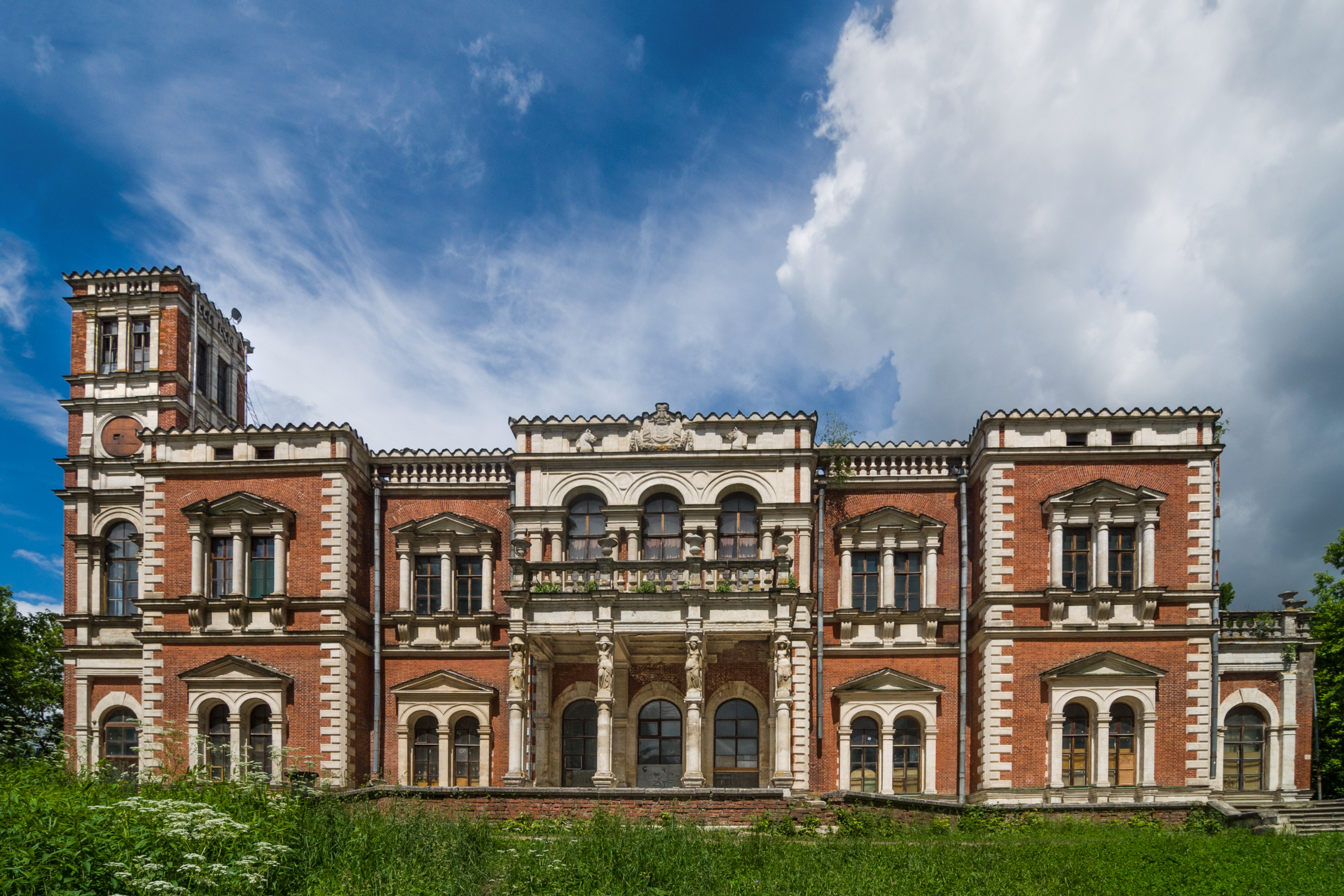
Schloss Bikowo bei Moskau in der Oblast Moskau